# キログラム
キログラム（仏: kilogramme、英: kilogram、記号: kg）は、国際単位系 (SI) における質量の基本単位である。基本単位にSI接頭語 (k) がついているのはキログラムだけである。
現在、kg はプランク定数によって定義されている。
グラム（gram）はキログラムの1000分の1と定義される。またメートル系トン（metric ton）はキログラムの1000倍（1メガグラム）に等しいと定義される。
単位の「k」は小文字で書き、大文字で「Kg」とは表記しない。

## 定義
キログラムの定義は2018年11月16日に次のように改定され、2019年5月20日に発効された。
c は真空中の光の速さ、 ∆νCs は 133Cs （セシウム）の超微細構造遷移周波数である。
この新定義によって、129年にわたって使用されてきた国際キログラム原器（IPK）が廃止された。日本の計量法体系では、計量単位令（平成4年政令第357号）が改正され、2019年5月20日に施行することにより変更された。
2021年2月1日からは国際キログラム原器（IPK）の質量の国際合意値は、0.999999998(20) kg である（後述 #国際キログラム原器（IPK）の質量の不確かさ）。

## 定義の変遷

### 当初の定義
1キログラムの当初の定義は「水1リットルの質量」であった。1795年の定義では、「大気圧下で氷の溶けつつある温度における水」となっていたが、その後、水の体積は温度に依存することが分かり、そのため、「最大密度における蒸留水1立方デシメートル（1リットル）の質量」と定義された。しかし、水の密度は気圧と温度に影響され（水の密度が最大となる温度は約4 °C）、気圧にはその因子に質量が含まれている。すなわち、このキログラムの定義には循環定義が含まれていることになる。
この問題を避けるため、1799年に、当時のキログラムの定義に合わせた白金製の原器が作製された。このキログラム原器をアルシーヴ原器 (kilogramme des Archives) と呼ぶ。

### 国際キログラム原器（IPK）による定義

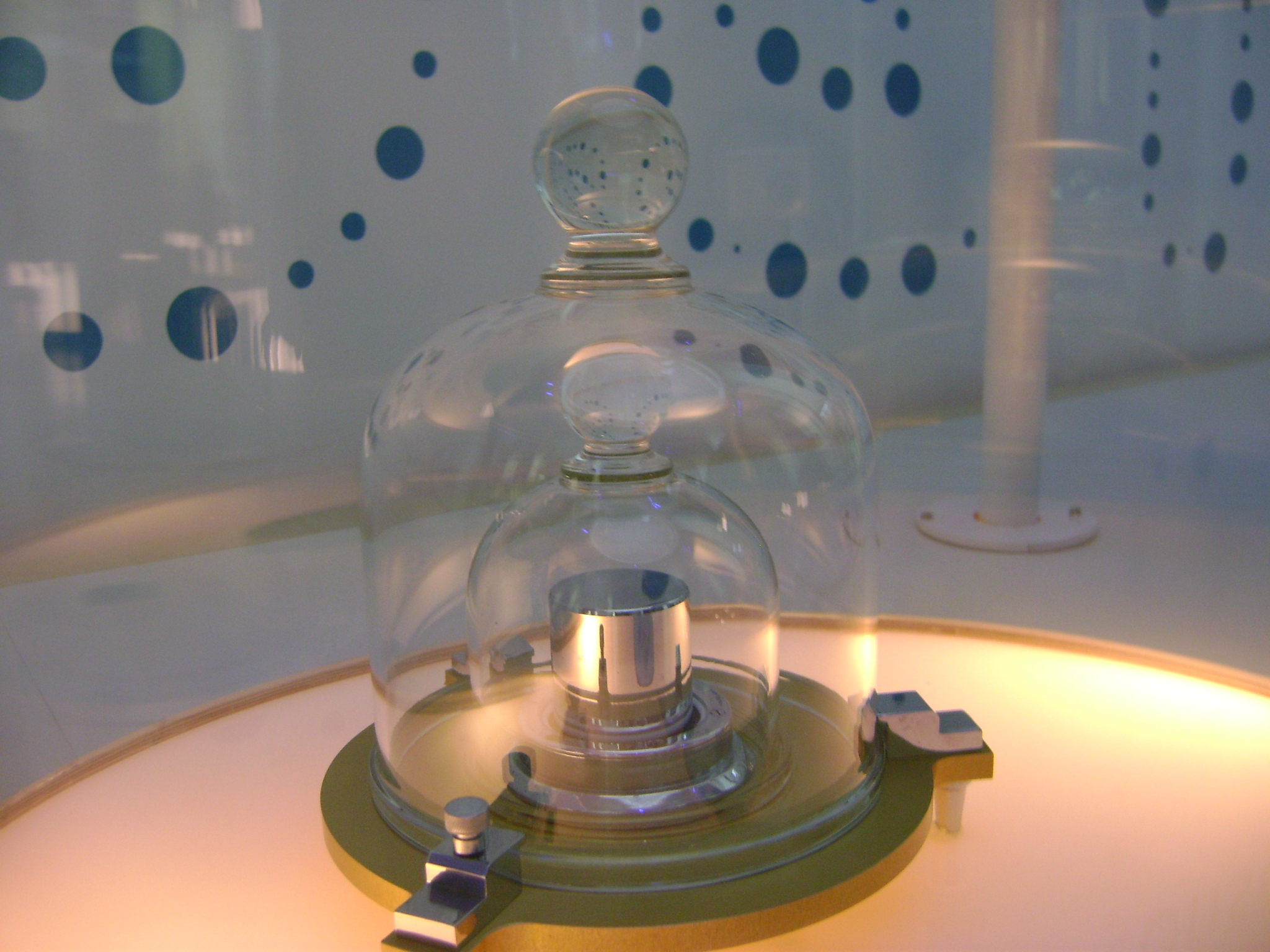
シテ科学産業博物館に展示されているキログラム原器のレプリカ。二重のガラス製の鐘の中に保管されている

2018年まではキログラムの定義は、「国際キログラム原器 (en:International Prototype of the Kilogram)  (IPK)の質量」であった。SI基本単位において、キログラムが普遍的な物理量ではなく「人工物」に基づいて値が定義される単位として最後まで残った。

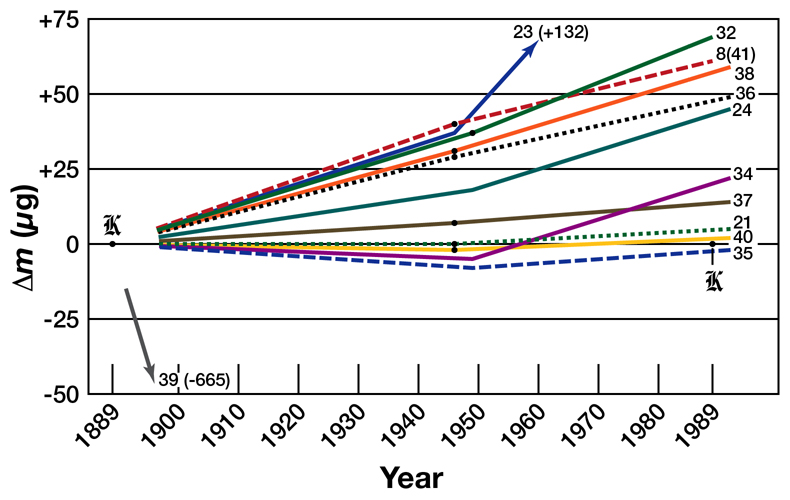
各国のキログラム原器(K21–K40)および、IPKの副原器K32・K8(41)の経年による質量変化。すべての質量変化はIPKに対する相対変化であり、1889年時点でのIPKに対する偏差を0としている。上記はすべて相対的測定結果であり、どの原器がもっとも環境変動に対して安定していたかを示す歴史的な測定結果というものは存在しない。どの原器も100年以上の間に質量が増大し、その中ではK21・K35・K40およびIPKが相対的に増加量が少なかったという可能性が高い。

1875年のメートル条約に基づき、1889年にキログラムは新しい国際キログラム原器 (IPK: International Prototype Kilogram) の質量と定義された。これは、1879年に作成された3つの原器のうちの1つである。測定の結果、以前のアルシーヴ原器と当時の技術では質量差が認められなかったものであるが、1889年の第1回国際度量衡総会の決定により、この国際キログラム原器がキログラムの定義に使用されることとなった。
国際キログラム原器は直径・高さともに約39 mmの円柱形の、プラチナ（白金）90 %、イリジウム10 %からなる合金製の金属塊である。フランス・パリ郊外セーヴルの国際度量衡局(BIPM)に、2重の気密容器で真空中に保護された状態で保管されている。

#### キログラム原器の複製
上記1889年の第1回国際度量衡総会において、世界各国で用いる標準原器として各国に国際キログラム原器の複製を配布することが決定された。当初40個の複製が作られて各国に配布・保管されている。これらの原器は約40年ごとに特殊な天秤を用いて国際キログラム原器と比較されることになっている。

#### 日本国キログラム原器
日本は1885年にメートル条約へ加盟したため、日本にも標準原器が配布されることとなった。その後、1889年に作成された複製のうちNo.6が日本に割り当てられ、1890年に到着した。日本国内ではこのNo.6を「日本国キログラム原器」としてキログラムの基準に使用している。なお、No.30とNo.39も副原器として日本に配布されたが、No.39は1947年に連合軍軍政期の朝鮮（現在の大韓民国）に譲渡したため、1963年にNo.E59を新造し、実験用原器として使用している。2009年9月には、BIPMから原器No.94を新規に購入した。副原器を含めた以上の4器は茨城県つくば市の独立行政法人産業技術総合研究所に保管されている。（わずかであっても塵などが付着することがないように保管されており、一般公開はしていない。）1991年時点における日本国キログラム原器（No.6）の質量は、1 kg + 0.176 mg（つまり、国際キログラム原器より176 µg だけ重い） であった。2022年に重要文化財に指定。

#### キログラム原器の不安定性
国際キログラム原器の質量は、表面吸着などの影響により年々増加しており、その量は洗浄直後の急速な汚染の他、年に1 μg程度と見られている。1988年–1992年の第3回各国キログラム原器の定期校正に際して、42年ぶりに国際キログラム原器の洗浄が行われたが、これにより国際キログラム原器の質量は約50 μg減少した（50 μg は、ちょうど指紋1個に含まれる皮脂の質量に相当する）。これは1 kgの5×10−8倍に当たるので、国際キログラム原器による定義の精度は8桁程度ということになる。質量の定義をより明確にするため、質量単位「キログラム」は「洗浄直後の国際キログラム原器の質量値」として解釈されることになった。
2007年9月、国際キログラム原器が50 μg軽くなっているという報道が一部でなされた。しかし、これは同原器が突然50 μg軽くなったことを意味するわけではない。上記のように原器は経年で徐々に質量を増すことが知られているが、BIPMの解説によると、1889年からの間に他の複数の複製と比較して、質量変動が約50 μg少なかったということだという。

### プランク定数による定義
他のSI基本単位は「普遍的な物理量」に基づく定義に改められてきたのに対し、キログラムだけがいまだ「人工物に依存」する単位として残っていた。人工物による定義では、経年変化により値が変化し、また、焼損や紛失のおそれもある。このため1970年代から、普遍的な物理量によるキログラムの定義が検討されてきた。2011年10月21日に国際度量衡総会において、キログラム原器による基準を廃止し、新しい定義を設けることが決議された
。
この決議を実現するために、キログラムをプランク定数 h によって定義することが2013年12月に提案された。これはプランク定数がもはや実験値ではなく、定義定数となることを意味する。この提案は、SI文書の第9版の1章〜3章の改訂（案）の一部として提案された。
{\displaystyle h=6.626\,069\,57\times 10^{-34}\,\mathrm {J\,s} } （採用されなかった定義値）
これまではIPKの不確かさはゼロで、プランク定数に 4.4×10−8 の不確かさがあった（2013年当時）のに対して、この新しいキログラムの定義では、プランク定数の不確かさはゼロになり、逆にIPKに4.4×10−8の不確かさがあることになる。
プランク定数に基づく定義では、静止エネルギーと質量の関係式 E = mc2 を用いて、ある振動数 ν の光子のエネルギー (E = hν) と等しい静止エネルギーを持つ物体の質量を1キログラムと定義する。すなわち、
この2013年12月の提案は、アンペア (A)、ケルビン (K)、モル (mol) の再定義と併せて、2014年の第25回国際度量衡総会 (CGPM) で決議することが予定されていた。しかし、2014年11月18日 – 20日に開催されたCGPMでは、プランク定数の精度が十分でないことなどにより上記の定義への変更はなされず、次の2018年開催予定の第26回CGPMに向けて定義変更のための諸課題を解決すべし、との決議が採択された。

#### プランク定数による定義の提案
プランク定数の新たな定義値は、2015年から2017年にかけて報告された、8つの実験値に基づいて決定された。そのうちの4つは、ワット天秤を用いて直接測定されたものである。残りの4つは、アボガドロ定数から間接的に得られたものである。
CIPMはキログラムの定義の変更をCGPMの決議案として提出し、この決議案は2018年11月16日にCGPMによって決議・承認された。
なお、キログラムと共に、アンペア、ケルビン、モルの定義も大きく変更されたものが決議されたが、これらの変更も併せ、2019年5月20日に施行された。

#### 過去の様々な提案
それまでの定義に変わる新しい定義の候補として、アボガドロ定数などを用いた各種の提案があった。
アボガドロ定数に基づく定義は、一定個数のケイ素(Si)原子の質量をキログラムとするという原子質量標準である。アボガドロ定数の値をより正確に求めることができれば、そこからケイ素1 kgに含まれるケイ素原子の数を決定することができる。ケイ素が不純物を含まない単結晶を作りやすいために採用された。アボガドロ定数を精密測定する国際プロジェクトが2004年に立ち上がり、各国の研究機関でケイ素を用いてアボガドロ定数の不確かさを少しでも小さくするための研究が行われた。2010年時点でのアボガドロ定数の値
NA = 6.022 141 29(27) × 1023 mol−1
（CODATA2010年推奨値。括弧内は標準不確かさ）には、プランク定数と同じく、8桁目に不確かさがあった。アボガドロ定数はモルプランク定数を介してプランク定数と結びついているので、精度の点から見ればキログラムの定義にどちらを採用しても変わりはない。実際、プランク定数の定義値の基になった8つの実験値のうち、4つはケイ素単結晶を用いたアボガドロ定数の測定実験から得られたものである。キログラムの定義にプランク定数が使用されたのは、その方が電気標準において利便性が高いからである。なお、アボガドロ定数はモルの定義に使われることとなった。
他には以下のような提案があった。
- 超伝導コイルで発生する磁場で超伝導体を浮揚することによってキログラムと電気量とを関連づけ、コイルに流れる電流により定義する。
- ジョセフソン定数 (KJ = 4.83597870(11)×1014 Hz/V) とフォン・クリッツィング定数 (RK = 2.58128074434(84)×104 Ω) を用いて定義する[39]。すなわち、真空中に1メートルの間隔で平行に置かれた無限に小さい円形の断面を有する無限に長い2本の直線状導体のそれぞれに、1秒あたり 6.24150962915265×1018 の電荷による直流の電流が流れるとき、導体に 2×10−7 m/s2 の加速度が生じたときの、その導体の1メートル当たりの質量を1キログラムと定義する。
- 金の原子を蓄積し、それを中性化するのに必要な電流によって定義する。

#### 国際キログラム原器（IPK）の質量の不確かさ
キログラムの定義が変更されたことにより、国際キログラム原器（IPK）の質量には10 µgの不確かさがあることとなった。また、各国に配布されているキログラム原器の質量には、BIPMによるキャリブレーション証明書（2019年5月20日以前に発行されたもの）に記載されている不確かさの数値に10 µgを加えた不確かさがあることとされた。
その後、2020年12月に上記の見積り値は見直されており、2021年2月1日からは国際キログラム原器の質量は、1 kg－2 µg であり、その標準不確かさは 20 µg とすることが質量標準供給の国際基準値「合意値（Consensus value）」となった。すなわち、
- IPKの質量 = 0.999999998(20) kg

である。

## グラムとキログラム
グラム（英語: gram, 仏語: gramme, 記号: g）は質量の単位であり、SIにおいては「キログラムの1000分の1 (10−3 kg) 」と定義されている。「キログラム」は、明らかにグラムにSI接頭語キロ (kilo-) を付けたものである。しかし、SIにおいては、グラムではなくキログラムが基本単位となっており、グラムはその分量単位の一つとされている。
グラムではなくキログラムがSI基本単位とされたのは、以下のような経緯があるからである。
フランスにおいて1789年に革命が勃発した後、国王ルイ16世は新しい時代の度量衡単位の策定を、アントワーヌ・ラヴォアジエ、ニコラ・ド・コンドルセ、ピエール＝シモン・ラプラス、ジャン＝シャルル・ド・ボルダ、アドリアン＝マリ・ルジャンドルなど主に科学者達で構成された委員会に委嘱した。その委員会において、質量単位のモデルとして1メートルの10分の1(= 10 cm)で構成された立方体の升に入った水の質量、すなわち1リットルの大気圧下で氷の溶けつつある温度（0度）における水について、grave（グラーブ、記号G）と名称が与えられた質量単位を標準とすることが提案された。その語源は gravity（重力）から由来したものである。
当初は、この grave（グラーブ、グラーヴ）を質量の基本単位とした原器が作られる予定であった。またこれを元として、1 grave の1000分の1を別の質量単位名で、仏語 gramme（グラム）ないし gravet（グラベト、グラヴェト）、また1 grave の1000倍を別の質量単位名を用いて tonne（トン）ないし bar（バー）と称するように名称が考案されたりもした。そしてやがて来るフランス革命の波に襲われ、科学者達の研究は途中で中断するが、その後、新しい革命政府が樹立されると再びメートル法が注目されるようになった。しかしそのフランス革命の後、質量の単位は大きな転機を迎えることとなる。
1795年の（暫定）メートル法制定当初、革命後の共和政府が当初の質量の基本単位を grave から、その1000分の1を表す gramme へと変更したのである。理由は諸説あるが、有力な説の一つとして、1 grave という大きさの質量が当時、メートル法以前の昔から使われてきたいくつかの質量の旧単位と比較しても、大きな単位であるということがある。そのためフランスの科学者達は、グラーブは日常的に使う質量単位としては大きすぎるであろうと危惧し、フランス共和政府と共に、質量の基本単位は1グラーブの1000分の1である「1グラムを質量の基本単位とすべき」と決定したという説があるが、真相は定かではない。
しかし、質量の基本単位を1グラムとすると非常に使い勝手が悪く、とりわけ1グラムを定義した、（1円硬貨ほどの大きさを持つ）原器を作るにはあまりにも小さすぎた。そこで共和政府は基本単位とした1グラムの1000倍、すなわち当初の予定通り1 graveの質量原器を作ることを決めたわけであるが、その名称が使われることはなく、グラムの1000倍を表すために接頭語のキロ (k) を付けた名称、"キログラム (kg)"の名前を冠した原器を作ることと決めた。これはあくまでも質量の基本単位をグラムにしたことに起因する。こうして当初の質量単位 grave（グラーブ）の名称は姿を消したのである。
これが後の1799年に作成された「確定キログラム原器」となった。こうしてメートル法制定当初、長さの単位を m（metre; メートル）、質量の単位を g（gramme; グラム）とした基本単位ができ上がった。しかし、メートルとグラムとではその規模が異なる。すなわち、「数グラムの質量を持つものは、数センチメートル台の大きさ」であることが多く、逆に「メートルで測られる大きさを持つものは、キログラム台の質量を持つ」ことが多い。そのため、メートルの代わりにセンチメートルを採用し、センチメートル（英語:centimeter; 仏語: centimetre）・グラム（英語: gram; 仏語: gramme）・秒（英語: second; 仏語: seconde）を基本単位とする単位系が構築されるようになった。これがCGS単位系である。
しかし、電磁気学の発展に伴い、CGS単位系では不都合が生じるようになった。CGS単位系を元に電磁気学の単位を作ると、値が大きくなってしまう。これは、電磁気学の現象を記述するには、センチメートル・グラムでは小さすぎるということである。そのため、科学で使われる単位系の主流はメートル・キログラム・秒を基本単位とするMKS単位系へと移行した。また上記に記された1889年のキログラムの新定義により、それ以降のメートル法において質量の基本単位としての礎を築いた。MKS単位系を更に発展させた国際単位系(SI)においても、キログラムが基本単位として引き継がれている。
キログラムの分量・倍量単位のSI接頭語は、キログラムではなくグラムを基準にして付けられる。これは、SIでは二重にSI接頭語を付けることを禁じているためである。そこで、キログラムを基準としてSI接頭語が付けられるように、キログラムに代わる新たな単位名称を付けようという提案が何度かなされている。quilo（記号:q）や kilon（記号:k）といったものが提案されているが、正式に議論にかけられたものは、現時点ではない。

## 重量との関係
いわゆる「1キログラムの重量（重さ）」は、1 kgの質量をもつ物体に重力が働くことによって生じる力であり、これを表すには重量キログラム（kgf, kgw, キログラム重）という、質量のキログラムとは異なる単位がある。定義された重量キログラムは地球表面（の特定の場所）において1 kgの質量を持つ物体に働く約9.80665 N（力のSI単位）の重力である。980.665 cm/s2（この値が定義されたときはCGS単位系が主として使われていた）という重力加速度の値は、グラム重を定義するために第3回国際度量衡総会(CGPM)で定められた協定値であるということに注意する必要がある。重力加速度は緯度や高度、場所によって微妙に異なるため、この値が定められるまではグラム重という単位は値が不明確な単位であった。
| 基本単位   | 力・長さ・時間  | 力・長さ・時間  | 重さ・長さ・時間   | 重さ・長さ・時間   | 質量・長さ・時間 | 質量・長さ・時間 | 質量・長さ・時間 | 質量・長さ・時間 |
| ---------- | --------------- | --------------- | ------------------ | ------------------ | ---------------- | ---------------- | ---------------- | ---------------- |
| 力 (F)     | F = m⋅a = w⋅a/g | F = m⋅a = w⋅a/g | F = m⋅a/gc = w⋅a/g | F = m⋅a/gc = w⋅a/g | F = m⋅a = w⋅a/g  | F = m⋅a = w⋅a/g  | F = m⋅a = w⋅a/g  | F = m⋅a = w⋅a/g  |
| 重さ (w)   | w = m⋅g         | w = m⋅g         | w = m⋅g/gc ≈ m     | w = m⋅g/gc ≈ m     | w = m⋅g          | w = m⋅g          | w = m⋅g          | w = m⋅g          |
| 単位系     | BG              | GM              | EE                 | M                  | AE               | CGS              | MTS              | SI(MKS)          |
| 加速度 (a) | ft/s2           | m/s2            | ft/s2              | m/s2               | ft/s2            | Gal              | m/s2             | m/s2             |
| 質量 (m)   | slug            | slug            | lbm                | kg                 | lb               | g                | t                | kg               |
| 力 (F)     | lb              | kgf             | lbF                | kgf                | pdl              | dyn              | sn               | N                |
| 圧力 (p)   | lb/in2          | at              | PSI                | atm                | pdl/ft2          | Ba               | pz               | Pa               |

## 分量・倍量単位
SI接頭語は歴史的な理由（上記#グラムとキログラム参照）により、キログラムではなくグラムに対して付けられる。例えば1キログラムの100万分の1の質量は、1「マイクロキログラム」ではなく1ミリグラム（1000分の1グラム）となる。マイクログラムもよく用いられ、「μg」または「mcg」と表記するが、webコンテンツなどでは「μ」に代え「u」と代用表記される、すなわち「ug」となる場合もある。実用されている分量・倍量単位は次の通り。
- キログラム (kg) -- 103 g (1 kg)
- グラム (g) -- 100 g (10−3 kg)
- ミリグラム (mg) -- 10−3 g (10−6 kg)
  - 1立方ミリメートルの水の質量は1ミリグラムである。
  - 砂粒はだいたい1ミリグラム程度である。
  - 飲食物の栄養成分表示でよく「～mg」という表示が見られる。
- マイクログラム (μg) (mcg)-- 10−6 g (10−9 kg)
  - 一部の飲食物の栄養成分表示で、時に「～μg」という表示が見られる。
- ナノグラム (ng) -- 10−9 g (10−12 kg)
- ピコグラム (pg) -- 10−12 g (10−15 kg)
- フェムトグラム (fg) -- 10−15 g (10−18 kg)
- アトグラム (ag) -- 10−18 g (10−21 kg)
- ゼプトグラム (zg) -- 10−21 g (10−24 kg)
- ヨクトグラム (yg) -- 10−24 g (10−27 kg)
  - 核子・原子・分子の質量はヨクトグラムのオーダーである。
  - 1原子質量単位は 1.660 54 yg
  - 陽子の質量は 1.672 6 yg
  - 中性子の質量は 1.674 9 yg
- ロントグラム (rg) -- 10−27 g (10−30 kg)
- クエクトグラム (qg) -- 10−30 g (10−33 kg)
  - 電子の質量は 911 qg

次のようにグラムにメガ以上のSI接頭語を付けることも考えられるが、キログラムの1000倍の質量に対して、1メガグラム (Mg) という名前が用いられることは一般にはなく、トンが使われる。さらにはトンの倍量単位に対し、トンにSI接頭語が付されることも多い（とくにキロトン (kt) やメガトン (Mt)）。
- クエタグラム (Qg) -- 1030 g (1027 kg, 1024 t (1 Yt))
- ロナグラム (Rg) -- 1027 g (1024 kg, 1021 t (1 Zt))
- ヨタグラム (Yg) -- 1024 g (1021 kg, 1018 t (1 Et))
  - 例: ウンブリエル（天王星の衛星）、ディオネ（土星の衛星）、ケレス（準惑星）
- ゼタグラム (Zg) -- 1021 g (1018 kg, 1015 t (1 Pt))
- エクサグラム (Eg) -- 1018 g (1015 kg, 1012 t (1 Tt))
- ペタグラム (Pg) -- 1015 g (1012 kg, 109 t (1 Gt))
- テラグラム (Tg) -- 1012 g (109 kg, 106 t (1 Mt))
- ギガグラム (Gg) -- 109 g (106 kg, 103 t (1 kt))
- メガグラム (Mg) -- 106 g (103 kg, 1 t)

SI接頭語はグラムに対して付けられるため、100倍・10倍・1/10および1/100を表すSI接頭語を付けた次のような単位も一応考えられ、後述のようにこれらを表す漢字（和製漢字・国字）も作られているが、現実には用いられず、理論上の単位の域を出ない。またかつては1万倍を表す「ミリア」というSI接頭語も存在したが、これもあまり用いられることなく、現在では廃止されている。
- ミリアグラム -- 104 g (101 kg)
- ヘクトグラム (hg) -- 102 g (10−1 kg)
- デカグラム (dag) -- 101 g (10−2 kg)
- デシグラム (dg) -- 10−1 g (10−4 kg)
- センチグラム (cg) -- 10−2 g (10−5 kg)

## 表記
漢字ではグラムが「瓦蘭姆」と音訳され、ここから「瓦」一字だけでグラムの意味を表すようになった。日本では明治時代、中央気象台（現気象庁）が「瓦」をその中に含む以下のような倍量・分量単位の漢字を作り、1891年から各気象台で気象観測の月報などに使用して、一般にも広まった。中国では、「瓦」はワットを表し、グラムには「克」の字を当てているため、それに合わせて「兛」（キログラム）、「兞」（ミリグラム）といった漢字が作られており、またキログラムは中国語では伝統的な単位である斤と関連付けて「公斤」とも訳された。
これらの漢字表記のうち「瓦」「瓩」「瓲」は、現在有効な省令の一部に単位としての使用が見られるものの、計量法上、取引・証明で用いることはできない。
- マイクログラム (μg) -- {瓦少} ()
- ミリグラム (mg) -- 瓱
- センチグラム (cg) -- 甅
- デシグラム (dg) -- 瓰
- デカグラム (dag) -- 瓧
- ヘクトグラム (hg) -- 瓸
- キログラム (kg) -- 瓩（中国では、日本と独立にキロワットの意味の文字として作られている）
- ミリアグラム (104 g) -- {瓦万} ()
- トン (t, 103 kg) -- 瓲 （略して 屯 とも表記される）

## 符号位置
| 記号 | Unicode | JIS X 0213 | 文字参照          | 名称           |
| ---- | ------- | ---------- | ----------------- | -------------- |
| ℊ    | U+210A  | -          | &#x210A; &#8458;  | グラム         |
| ㎍   | U+338D  | -          | &#x338D; &#13197; | マイクログラム |
| ㎎   | U+338E  | 1-13-51    | &#x338E; &#13198; | ミリグラム     |
| ㎏   | U+338F  | 1-13-52    | &#x338F; &#13199; | キログラム     |
| ㌕   | U+3315  | -          | &#x3315; &#13077; | 全角キログラム |
| ㌘   | U+3318  | 1-13-36    | &#x3318; &#13080; | 全角グラム     |
| ㌙   | U+3319  | -          | &#x3319; &#13081; | 全角グラムトン |

Unicodeには、文字様記号としてU+210A ℊ script small g、CJK互換用文字として以下の文字が収録されている。
- U+338D ㎍ square mu g
- U+338E ㎎ square mg
- U+338F ㎏ square kg
- U+3315 ㌕ square kiroguramu
- U+3318 ㌘ square guramu
- U+3319 ㌙ square guramuton

これらは、既存の文字コードに対する後方互換性のために収録されているものであり、使用は推奨されない。